# سیران‌والی
سیران‌والی (به انگلیسی: Siranwali) یک روستا در پاکستان است که در دسکه، پاکستان واقع شده‌است. سیران‌والی ۲۳۲ متر بالاتر از سطح دریا واقع شده‌است.